# Jaycut
Jaycut är ett Stockholmsbaserat svenskt företag som tillsammans med de två amerikanska företagen Eyespot och Jumpcut kom att starta Web 2.0-trenden med fullt webbaserad videoredigering. Denna funktionalitet blev senare Youtubes inhyrning från Adobe, men den togs snart bort igen på grund av tekniska problem. Motionbox kom även att följa denna trend med användarredigerad film online.
Gemensamt för alla aktörer är att filmer klipps ihop direkt i webbläsaren, utan att ladda ner några program. En skillnad med JayCut är dock möjligheten att ladda ner sin klippta film till datorn, ens iPod eller mobiltelefon. Betaversionen av sidan lanserades i juni 2007 på engelska och svenska för att senare även komma på spanska och polska.
Sedan juli 2011 är JayCuts nisch en del av det multinationella kanadensiska Research In Motions svenska utlöpare.

## Historia
Utvecklingen av teknologin som möjliggör videoredigering på nätet påbörjades tidigt 2006 av några studenter från KTH, Stockholm. I december 2006 lanserades en primitiv publik betaversion, något som även ledde till den första pressuppmärksamheten och att Internetworld två månader senare utnämnde JayCut till det femte hetaste IT-bolaget i Sverige 2007.
I juni 2007 lanserades den publika betan på engelska och svenska, senare följt av spanska i november och polska i januari 2008. Sidan är konstant under utveckling och ny funktionalitet lanseras minst en gång i månaden, hela tiden med fokus på filmskapandet samt att detta även ska kunna ske i grupper.

## Konkurrenter
JayCuts ursprungliga konkurrenter var Eyespot och Jumpcut, vilka båda erbjöd videoredigering på nätet fast baserat på väldigt olika teknologier. Senare har även konkurrenter som Flektor och Motionbox uppkommit. Sommaren 2007 valde även Youtube att hyra in ett snarlikt verktyg från Adobe som de senare tog bort. Även amerikanska Motionbox erbjöd senare ett verktyg likt det från Adobe.
Den huvudsakliga skillnaden mellan konkurrenterna är att JayCut och Eyespot även låter en ladda ner filmer man skapat, något som de övriga amerikanska konkurrenterna inte har möjlighet att göra på grund av teknologin.

## Press
JayCut har omskrivits internationellt i BusinessWeek och Emprendedores. I Sverige har bland annat Metro, DN, Svenska Dagbladet, Internetworld, Dagens Industri, Veckans Affärer, PC För Alla, PunktSE och Göteborgsposten skrivit om sidan och teamet bakom JayCut.
I december 2007 utsåg även Internetworld JayCut till Årets Nöjessajt samt Årets Nykomling